# Umberto Carteni
Umberto Carteni (Roma, 3 agosto 1970) è un regista e sceneggiatore italiano.

## Biografia
Inizia a lavorare come aiuto alla regia. Nel 1990 scrive e dirige delle candid camera per Rai Tre e a partire dal 2005 dirige diversi spot per Lavazza, TIM, Telecom, Ferrero e Sky.
Nel 2009 gira il suo primo lungometraggio Diverso da chi?, con il quale riceve diverse nomination ai David di Donatello e ai Nastri d'argento e vince il Globo d'oro alla miglior opera prima. Nel 2013 esce Studio illegale, tratto dall'omonimo romanzo di Federico Baccomo.

## Filmografia

### Regista

#### Cinema
- Diverso da chi? (2009)
- Studio illegale (2013)
- Divorzio a Las Vegas (2020)
- Quasi orfano (2022)
- La seconda chance (2023)

#### Televisione
- L'isola di Pietro (2017)
- Mica è colpa mia (2025)

### Sceneggiatore
- Studio illegale (2013)
- Rapiscimi (2018)
- Quasi orfano (2022)

## Riconoscimenti
- 2009 – David di Donatello
  - Candidatura come migliore regista esordiente
- 2009 – Nastro d'argento
  - Candidatura per la Migliore commedia
- 2009 – Globi d'oro
  - Miglior opera prima
  - Candidatura per la migliore commedia